# Drupa rubusidaeus
Drupa rubusidaeus is een slakkensoort uit de familie van de Muricidae. De wetenschappelijke naam van de soort is voor het eerst geldig gepubliceerd in 1798 door Röding.